# Wayne McCullough
Wayne William McCullough (Belfast, Reino Unido, 7 de julio de 1970) es un deportista irlandés-estadounidense que compitió en boxeo.
Participó en dos Juegos Olímpicos de Verano, en los años 1988 y 1992, obteniendo una medalla de plata en Barcelona 1992, en el peso gallo.
En febrero de 1993 disputó su primera pelea como profesional. En julio de 1995 conquistó el título internacional del CMB, en la categoría de peso gallo. En su carrera profesional tuvo en total 34 combates, con un registro de 27 victorias y 7 derrotas.

## Palmarés internacional
| Representando a Irlanda |                    |                  |           |
| Juegos Olímpicos        |                    |                  |           |
| Año                     | Lugar              | Medalla          | Categoría |
| 1992                    | Barcelona (España) | Medalla de plata | 54 kg     |